# Régiment de Clermont (1650)
Pour les articles homonymes, voir régiment de Clermont.
Le régiment de Clermont est un régiment d’infanterie français créé en 1650.

## Création et différentes dénominations
- mars 1650 : création du régiment de Clermont[1]
- septembre 1650 : licencié

## Historique

### Composition
Le régiment est levé à 10 compagnies.

### Campagnes et batailles
En 1650 ce régiment participe au siège de Guise. Il est alors sous les ordres du maréchal de Turenne et est commandé par le comte de Clermont-Tonnerre. Il est alors composé de 360 hommes. 